# Echichens
Echichens je obec na jihozápadě Švýcarska, v okrese Morges v kantonu Vaud. Žije zde přibližně 3 100 obyvatel.

## Geografie
Echichens leží v nadmořské výšce 466 m, vzdušnou čarou 2 km severně od okresního města Morges. Obec se rozkládá na okraji náhorní plošiny východně od Morges v kantonu Vaud, v panoramatické poloze asi 100 metrů nad hladinou Ženevského jezera.
Území obce o rozloze 2,6 km² pokrývá část Vaudské náhorní plošiny v povodí řeky Morges. Většinu území zabírá náhorní plošina, která dosahuje nejvyššího bodu Echichens ve výšce 495 m n. m. v Haute Pierre. Na západě zasahuje území obce až k ústí potoka Baillon do Morges. Na jihu se území rozkládá na okraji Morges a na severu přes kopec Crêt Blanc (475 m n. m.) až k pramenům potoka Arena, pravého přítoku Venoge. V roce 1997 bylo 20 % území obce pokryto zastavěnou plochou, 9 % lesy a lesními porosty a 71 % zemědělstvím.
K obci Echichens patří vesnice Joulens (469 m n. m.) západně od obce a Le Vernay. Sousedními obcemi Echichens jsou Vullierens na severu, Aclens na severoseverovýchodě, Romanel-sur-Morges na severovýchodě, Bremblens na východě, Lonay na jihovýchodě, Morges na jihu, Vufflens-le-Château na jihozápadě, Vaux-sur-Morges na západě, Clarmont na západoseverozápadě a Hautemorges na severozápadě.

## Historie

Letecký pohled na okolí Saint-Saphorin (1958)

Pozůstatky římské villy poblíž Joulens svědčí o raném osídlení území obce. První písemná zmínka o obci pochází z roku 1131 a nese název Chichens.  Později se objevily zápisy Echichen (1177), Eschichens (1213), Eschicheins a Eschichins (1238). Název místa pravděpodobně pochází z burgundského osobního jména Kiko a znamená „u lidí jménem Kikko“.
Od středověku vlastnila rozsáhlé pozemky v Echichens katedrální kapitula v Lausanne a opatství Lac de Joux (L’Abbaye). Panství Echichens podléhalo pánům z Cossonay, ve 14. století bylo rozděleno na několik lén a v roce 1777 připadlo koupí městu Morges. Po dobytí Vaudu Bernem v roce 1536 přešla obec pod správu panství Morges. Po pádu Staré konfederace patřila obec v letech 1798–1803 v období helvétského soustátí ke kantonu Léman, který byl poté po vstupu v platnost Ústavy o zprostředkování sloučen s kantonem Vaud. V roce 1798 byla obec přiřazena k okresu Morges.
S účinností od 1. července 2011 se původně samostatné obce Colombier, Monnaz a Saint-Saphorin-sur-Morges sloučily s obcí Echichens. Nová sloučená obec nese jméno Echichens.

## Obyvatelstvo
Z celkového počtu obyvatel je 89,1 % francouzsky mluvících, 3,9 % německy mluvících a 2,0 % portugalsky mluvících (stav v roce 2000). V roce 1850 mělo Echichens celkem 300 obyvatel a v roce 1900 358 obyvatel. Od roku 1960 (471 obyvatel) počet obyvatel rychle roste, během 40 let se zdvojnásobil.

## Hospodářství
Až do poloviny 20. století bylo Echichens převážně zemědělskou obcí. Dnes má orná půda v obživě obyvatelstva pouze druhořadý význam. Na jižních a jihovýchodních svazích náhorní plošiny se nacházejí rozsáhlé vinařské oblasti. Další pracovní příležitosti jsou k dispozici v místních drobných podnicích a především ve službách. V Echichens se od roku 1828 nachází Pestalozziho škola (Ecole Pestalozzi). V Echichens se nachází také domov důchodců a pečovatelská služba a domov pro osoby s poruchami chování (Cité radieuse). V posledních desetiletích se obec díky své atraktivní poloze rozvinula v rezidenční obec. Mnoho pracujících dojíždí za prací především do Morges a Lausanne.

## Doprava
Obec má dobré dopravní spojení. Nachází se na hlavní silnici z Morges do Cottens. Dálniční křižovatky Morges-Ouest a Morges-Est na dálnici A1 (Ženeva–Lausanne), která byla otevřena v roce 1964, se nacházejí asi 2 km od obce. Echichens je napojeno na síť veřejné dopravy prostřednictvím linky Postbusu z Morges do Cossonay.